# St. Amandus (Müddersheim)
Koordinaten: 50° 45′ 9″ N, 6° 39′ 37″ O
Die Kirche St. Amandus ist die römisch-katholische Filialkirche des Ortsteils Müddersheim der Gemeinde Vettweiß im Kreis Düren (Nordrhein-Westfalen). 
Die Kirche ist unter Nummer Mud-10 in die Denkmalliste der Gemeinde Vettweiß eingetragen.

## Geschichte
Die Müddersheimer Kirche wurde in den Jahren 1777 bis 1778 nach Plänen von Christian Krakamp aus Köln in barocken Formen erbaut. Es existierte aber schon früher eine Kirche in Müddersheim. Im Innern besitzt die Kirche ein bemaltes Scheingewölbe aus Holz. Auch die Wände der Kirche sind bemalt.
Seit 2010 ist St. Amandus in Müddersheim keine eigenständige Pfarrgemeinde mehr. Sie wurde mit den ehemaligen Pfarreien St. Gereon (Vettweiß), St. Michael (Kelz), St. Antonius (Ginnick), St. Gangolf (Soller), St. Jakobus der Ältere (Jakobwüllesheim), St. Johann Baptist (Sievernich), St. Mariä Himmelfahrt (Disternich), St. Martin (Froitzheim) und St. Petrus (Gladbach) zur Pfarre St. Marien, Vettweiß fusioniert.

## Ausstattung
Die Kirche besitzt einen barocken oder neobarocken Hochaltar sowie zwei Nebenaltäre. Die Fenster der Kirche wurden um 1900 von einem unbekannten Künstler geschaffen. Die Orgel der Kirche stammt aus dem Jahr 1865 und ist ein Werk der Nörvenicher Orgelbauer Geschwister Kalscheuer. Die Orgel besitzt 15 Register und ist noch im Originalzustand von 1865 erhalten. Lediglich 1887 ist ein Register durch die Orgelbaufirma Johannes Klais aus Bonn und 1980 ein weiteres Register hinzugefügt worden. 2011 ist das Instrument durch die Firma Orgelbau Wilbrandt aus Übach-Palenberg restauriert worden.